# Folkeafstemningen om hjemmestyre 1979
En vejledende folkeafstemning om grønlandsk hjemmestyre blev afholdt på Grønland 17. januar 1979. Et flertal på 70.1% af vælgerne stemte for indførelsen af hjemmestyre, mens 25,8% stemte imod. Stemmeprocenten var 63,3%, hvoraf 95,9% var gyldige. Som følge af afstemningen blev Grønlands hjemmestyre indført 1. maj 1979, hvilket medførte, at landsrådet blev erstattet af et egentligt parlament, Grønlands Landsting, der fik myndighed over områder som undervisning, sundhed, fiskeri og miljøpolitik.
| Folkeafstemning                  | Stemmer | %    |
| -------------------------------- | ------- | ---- |
| For                              | 12 756  | 70.1 |
| Imod                             | 4 703   | 25.8 |
| Ugyldige/blanke stemmer          | 743     | 4.1  |
| Total                            | 18 202  | 100  |
| Registrerede vælgere/deltagelse  | 28 889  | 63.3 |
| Kilde: Folketingsårbogen 1978-79 |         |      |